# Ovocný strom

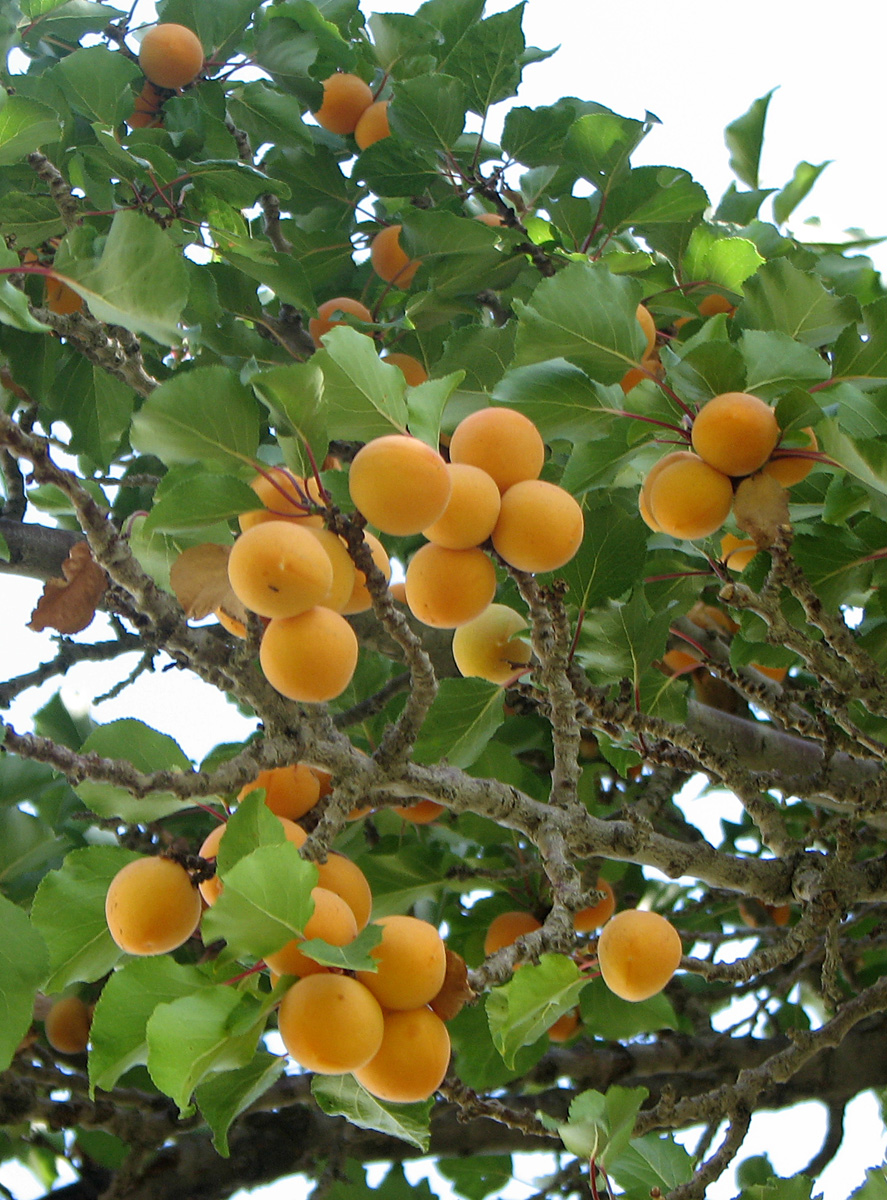
Meruňka

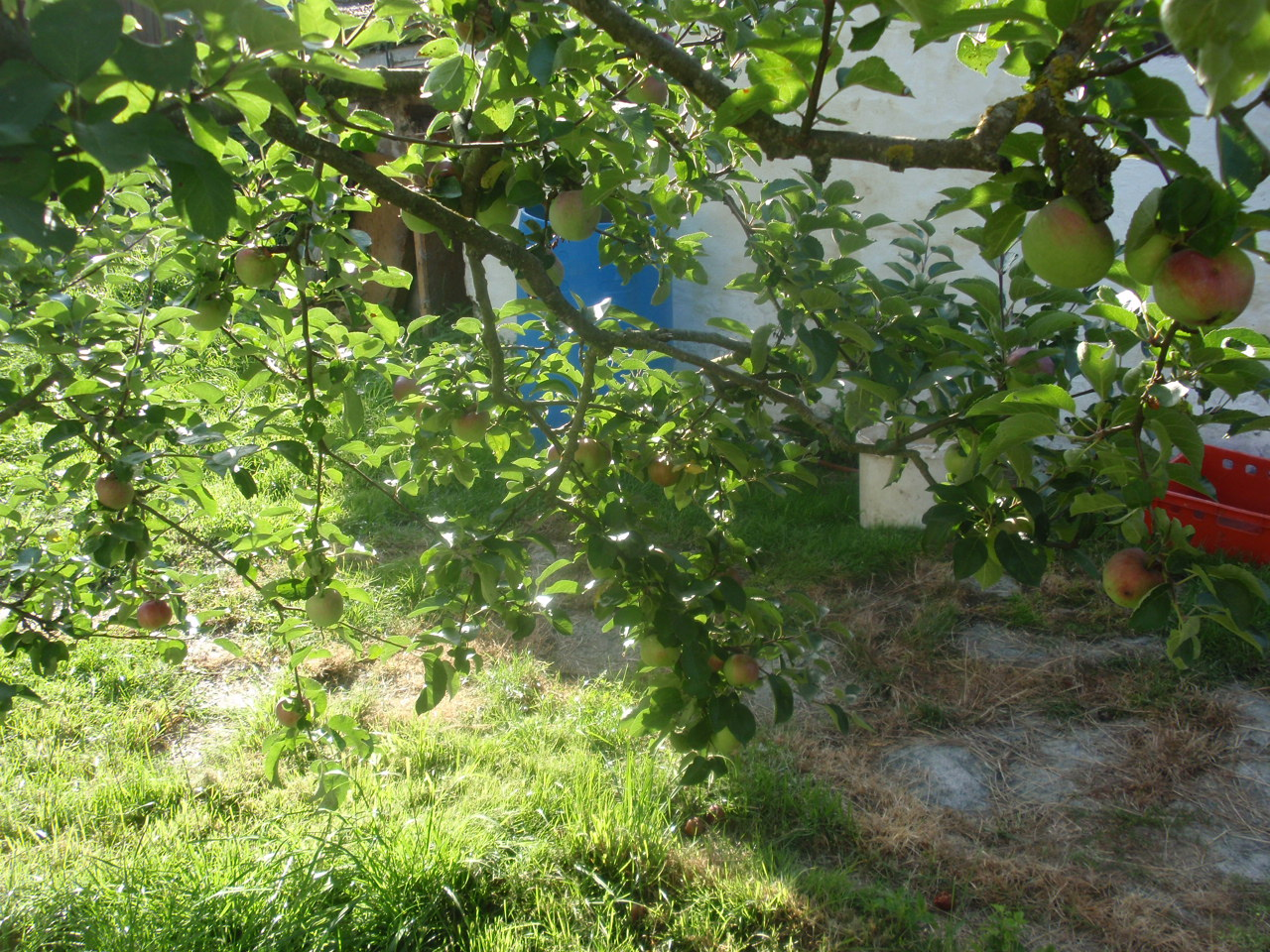
Jabloň

Ovocný strom je rostlina stromovité formy, kterou lidé pěstují zejména pro užitek a výjimečně také pro okrasu. Plody takového stromu se nazývají ovoce. Ovoce může být rozmanité tvarem, velikostí i chutí.[zdroj?] Mezi nejvíce pěstované stromy v České republice (mírné podnebí) patří: jabloň, hrušeň, švestka, třešeň, višeň a meruňka.
Ovocný strom se v podmínkách ČR nejčastěji množí očkováním. Celková doba pěstování klasického stromu ve školce je tři roky. U vyšších tvarů 4 roky, vřetena dva roky. Při pěstování lze použít i slabší podnože. Nevýhodou uvedeného způsobu je očkování v době největšího množství práce a obtížná pracovní poloha při očkování.

## Školkování
Školkování se provádí na podzim nebo na jaře. Podzimní školkování probíhá koncem října a začátkem listopadu do zámrzu půdy. Je nevhodné pouze pro teplomilné dřeviny, kterým hrozí zmrznutí. Školkuje se o něco hlouběji, po vyškolkování se stromek zahrne a zalije. Půda pro školkování musí být perfektně zoraná, vyhnojená a odplevelená. Po výsadbě je třeba likvidovat plevel a v době sucha zalévat.

## Pěstování kmínku

### Z vrcholového pupene
Vrcholový výhon se nezakracuje, nechá se volně růst, odstraňuje se postranní obrost. Vrcholový výhon se vyvazuje k opoře. Pěstování kmínku u nižších tvarů do čtvrtkmene trvá 1 rok, u vysokokmenů 2 roky. Jednoduchý způsob u druhů, které tvoří dlouhé a silné přírůstky.

### Střídavým řezem
Hlavní výhon se zakracuje na koncový pupen, který je nad poslední řeznou plochou. Je ve směru vyrovnávání růstu výhonu. Je to způsob, který se málo používá, protože je zdlouhavý. Používá se u křivě rostoucích odrůd a při poškození kmínku (okusem, mechanizací, patogeny). Letorost se vyvazuje k opoře.

### Mezištěpování
Nový strom je složen ze tří částí, podnože, kmenotvorné odrůdy a ušlechtilé části. Mezištěpování je pracné, je třeba dvou štěpování. Používá se pro měruňky na švestce. Kmenotvorná odrůda musí mít dlouhý, silný rovný růst (Wangeihamova švestka). Stromek se pěstuje jako klasický ale místo jarního řezu korunky se provede roubání v korunce pětiokým roubem.